# Pays de cocagne
Paese di cuccagna (Pays de cocagne) è un documentario francese del 1970 diretto da Pierre Étaix.
Il film inizia con un’intervista sul film stesso dove sia l’intervistatore che l’intervistato sono interpretati da Pierre Étaix. Il titolo allude alla Francia e alle sue bellezze, naturali e architettoniche, e ai francesi. Il regista spiega inizialmente di aver girato quaranta chilometri di pellicola e mentre parla una montagna di celluloide a strisce si forma rimandando a un blob in espansione e famelico da cui emerge solo per un attimo Michel Lewin che prima sta montando il film e poi scappa con una improvvisata barca sul mare di plastica. L'intervistatore, dopo aver tirato fuori un pezzo di pellicola sfilandola a lungo dalla bocca, termina la gag dicendo che far ridere le persone oneste è un mestiere davvero terribile. Quindi il tour del regista inizia partendo dalla folla ai lati del percorso di una corsa ciclistica per poi immergersi  nelle vacanze delle classi popolari francesi, intervistando le persone su temi quali l’erotismo, i miti contemporanei, i passatempi, il matrimonio. Il tutto alternato con un concorso di canto per dilettanti e animazioni grossolane orchestrate dai grandi marchi del periodo preso in esame, quello degli anni appena successivi alla contestazione del maggio francese.

## Accoglienza
In riferimento alla valutazione fatta a suo tempo da Cahiers du cinéma, che interpretò il film come una granata lanciata contro la Francia di Pompidou, Libération scrive, in un articolo commemorativo, come il primo e ultimo documentario realizzato da Pierre Etaix, Pays de cocagne, abbia in un certo senso avvelenato, per un malinteso, la sua carriera. La spiegazione di Pierre Etaix nello stesso articolo è che, nonostante il sessantotto, le vacanze continuano ad essere vissute sempre negli stessi modi, che non aveva intenzione di attaccare una classe sociale specifica e che il suo obiettivo era soltanto quello di far ridere.
Riproposto al Festival Internazionale del Film di La Rochelle del 2024, il film viene valorizzato per la sua vena umoristica di fondo, in effetti già presente nel manifesto del film disegnato da André François. Descritto come opera che mette in scena il tesoro della vita presente nella quotidianità recepita nello sguardo del comico.
Accanto alla stigmatizzazione della critica riguardo alla selezione delle immagini riprese dal vivo da Étaix, definita ignobile alla scheda della guida dei film Tulard, già a suo tempo, nel 1971, Hubert Arnault individua i germi di un nuovo cinema comico attraverso l'osservazione dei comportamenti del genere umano per concludere che Pays de cocagne è un film benevolo e di salute pubblica.